# Wietnam na Mistrzostwach Świata w Lekkoatletyce 2015
Wietnam na Mistrzostwach Świata w Lekkoatletyce 2015 – reprezentacja Wietnamu podczas Mistrzostw Świata w Pekinie liczyła 1 zawodniczkę, która nie zdobyła medalu.

## Występy reprezentantów Wietnamu
| Konkurencja                       | Zawodnik         | Runda 1  | Runda 1 | Półfinał | Półfinał | Finał    | Finał   |
| Konkurencja                       | Zawodnik         | Rezultat | Pozycja | Rezultat | Pozycja  | Rezultat | Pozycja |
| --------------------------------- | ---------------- | -------- | ------- | -------- | -------- | -------- | ------- |
| Bieg na 400 m przez płotki kobiet | Nguyễn Thị Huyền | 57,31    | 28.     | NQ       | NQ       | NQ       | NQ      |